# Plebejus sirentina
Plebejus sirentina är en fjärilsart som beskrevs av Franz Dannehl 1927. Plebejus sirentina ingår i släktet Plebejus och familjen juvelvingar. Inga underarter finns listade i Catalogue of Life.